# Simon Marcheford
Simon Marcheford (também Marchand) (fl. anos 1400 - c. anos 1440) foi um cónego de Windsor de 1407 a 1441.

## Carreira
Ele foi nomeado:
- Prebendário de South Alton em Salisbury 1407
- Prebendário de Stow-in-Lindsay em Lincoln 1411 - 1415
- Prebendário de Middleton em Chichester 1412 - 1415
- Precentor da Capela de São Jorge, Castelo de Windsor 1416 - 1417 e 1429 - 1431
- Steward da St George's Chapel, Windsor Castle 1424-1425

Ele foi nomeado para a nona bancada na Capela de São Jorge, Castelo de Windsor em 1407 e manteve a canonaria até 1441